# عبد الله سالم باوزير
عبد الله سالم باوزير (ولد في 30 مارس 1938 - توفي في 7 أكتوبر 2004) كان روائي، كاتب قصص قصيرة، ومؤلف يمني شهير. ولد في بلدة غيل باوزير في محافظة حضرموت. ختم تعليمه النظامي في سن السادسة عشر وبسبب فقر عائلته ذهب إلى عدن بحثا عن عمل. عمل هناك لسنوات عدة في مختلف المحلات التجارية قبل أن يعود إلى حضرموت في عام 1962. ومع ذلك لم يقم فترة طويلة في المكلا عاصمة حضرموت وعاد إلى عدن في عام 1963 ليعمل مديرا لمحل تجاري معروف في السنوات الثلاثة والثلاثين التالية. في عام 1997 حاول مرة أخرى الاستقرار في المكلا ولكن هذه المحاولة كانت غير ناجحة. عاد إلى عدن للمرة الأخيرة ليعيش فيها السنوات الأخيرة من حياته.
وكان باوزير كاتب غزير الإنتاج وتنوعت أعماله ما بين القصص القصيرة والروايات والمسرحيات وكتب الأطفال والسيرة الذاتية ناهيك عن مقالات في الصحف والمجلات. في وقت مبكر من الخمسينيات من القرن الماضي، كان يكتب عمود في مجلة أنغام. أول قصة قصيرة نشرت بعنوان قصة في عام 1961 في صفحات الطليعة وهي صحيفة من المكلا. قصص أخرى نشرت في «الطليعة» بعنوان «شجرة الشيطان» وأدرجت في نهاية المطاف في المناهج الدراسية الوطنية. نشرت الطليعة مسرحيته الأولى المحاكمة في عام 1962. أعماله تنعكس بشكل كبير على الساحة الاجتماعية والسياسية المضطربة من الستينات.
مجموعته الأولى من القصص القصيرة تدعى الرمال الذهبية ونشرت في عام 1965 حيث ضمت مجموعة من القصص التي ظهرت من قبل في مختلف الصحف في المكلا وعدن. مجموعته الثانية تدهى ثورة البركان في 1968. نشر عدة مجموعات من القصص القصيرة طوال حياته المهنية وآخرها نشر في عام 1999. يعتبر باوزير واحد من رواد القصة القصيرة في اليمن.
شملت كتبه روايات أخرى كثيرة ومصنفات صحفية ومجموعات من المسرحيات والكتب للأطفال. كما كتب سيرته الذاتية في ثلاثة أجزاء التي تم إصدارها بعد وفاته في عام 2007. توفي باوزير في 7 أكتوبر 2004 في سن 66 ودفن في عدن.
ترجمت أعماله إلى اللغة الإيطالية وأدرجت في مختارات الأدب اليمني عام 2009 في بيرلو ديلو اليمن.

## صدر له
1. الرمال الذهبية: مجموعة قصصية، 1965 م.
2. ثورة البركان، 1968م.
3. الحذاء: مجموعة قصصية، 1987م.
4. سقوط طائر الخشب: مجموعة قصصية، 1991م.
5. محاولة اغتيال حلم: مجموعة قصصية،1999م.
6. يا طالع الفضاء: رواية[4]، 1995م.
7. أيام في بومباي،1998: رواية من أدب الرحلات.[5]
8. سفينة نوح: مجموعة قصصية، 2001م.
9. أبيض وأسود: مجموعة قصصية.
10. كتاب “أحوال الناس” و”حملة في ضوء القمر”.[6]
11. كتاب «ذاكرة القصة»،2020[7]